# René Louvel
Pour les articles homonymes, voir Louvel.
René Louvel, né le 18 juin 1802  à Champsegré et mort le 31 mars 1887 dans la même ville est un homme d'église français. Vicaire général de l'évêché d'Évreux et supérieur du séminaire de Sées de 1844 à 184, il écrit un Traité de chasteté à l'usage des confesseurs.

## Biographie
René Louvel est vicaire général du diocèse de Séez de 1844 à 1846. Il compose en 1846 son Tractatus de castitate operâ et studio, imprimé et publié une première fois en 1858 puis traduit en français, en italien et repris dans le recueil Les Mystères du confessionnal en 1883. Sa troisième partie qui traite de la luxure (De luxuriae duratione) en fait un traité de démonologie. 